# Flerledarkabel

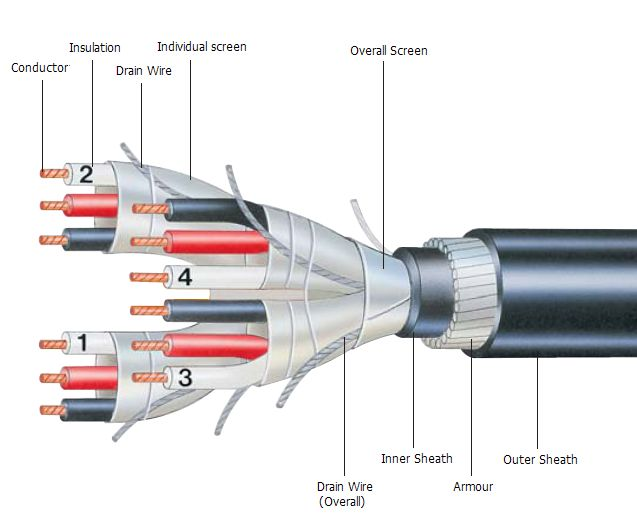
Utskärningsdiagram av en skärmad flerledarkabel med fyra kärnor med vardera tre individuella ledare.

En flerledarkabel är en kabel som innehåller flera ledare. En lampsladd som är ojordad innehåller två ledare som var och en är isolerade samt i sin tur är inkapslade (isolerade) i vit eller brun plastisolering (dubbelisolerade). Termen används normalt endast i förhållande till en kabel som har fler ledare än vad man brukar förekomma. Inte alla kablar med flera isolerade ledare kallas flerkärnskablar – kärnan i flerkärnig hänvisar till antalet användbara anslutningar som gjorts, inte antalet ledare eller ledningar. I de flesta fall kräver en "användbar anslutning" flera ledare, såsom de positiva och negativa ledarna som används för likström.
Till exempel kallas en vanlig nätkabel med tre ledare aldrig flerkärnig, men en kabel som består av fyra koaxialkablar i en enda mantel skulle betraktas som flerkärnig. Förvirrande nog används termen ”multicore” ibland, särskilt i Europa, för att hänvisa till antalet individuella ledare snarare än antalet anslutningar. En kabel med flera ledare, men inte en flerkärnig kabel, kallas vanligtvis en flerledar- eller flertrådskabel.

## Konstruktion

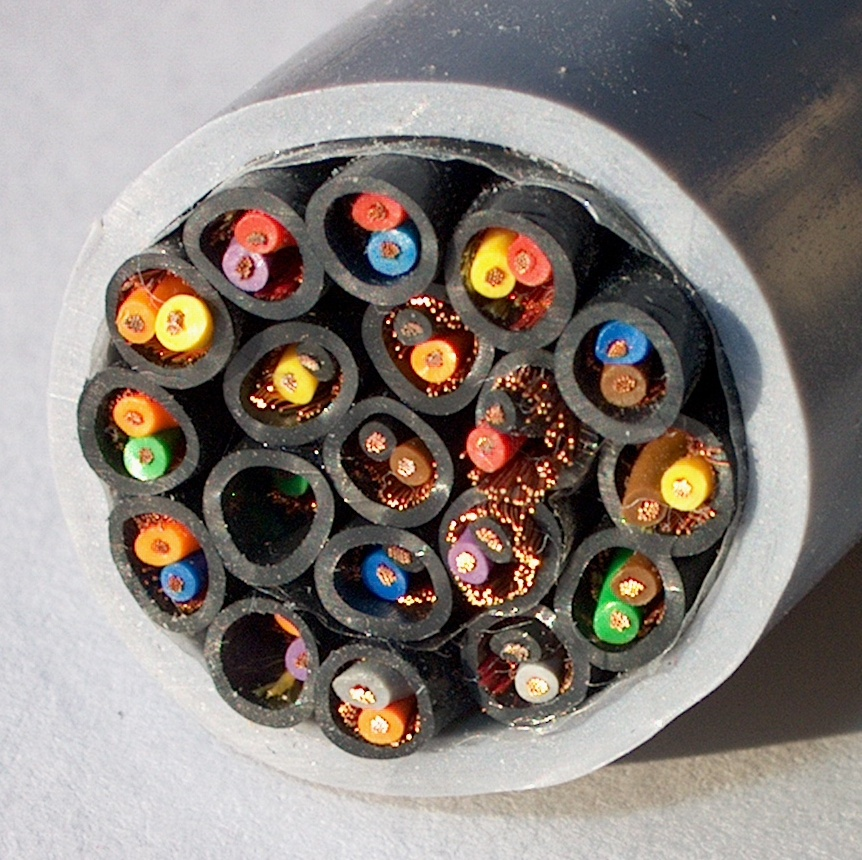
En komplex flerledarkabel med 19 skärmade ledarpar.

Per definition har flerledarkablar en yttre mantel som omger alla de inre ledarna. Detta är vanligtvis i form av en extruderad PVC- eller tvärbunden polyetenmantel, ofta kombinerad med en aluminiummantel under ytan för elektromagnetisk avskärmning. I många tillämpningar ger denna mantel ett betydande mekaniskt skydd, vilket gör kabeln mycket mer robust. Ibland har varje enskild anslutning eller kanal också sin egen mantel för att underlätta mekaniskt eller elektromagnetiskt skydd.
Vissa flerledarkablar avslutas i en flerstiftskontakt, ofta cirkulär. Andra delar upp kärnorna i separata kablar i ändarna, som slutar i ett flertal kontakter. Denna typ av ände kallas ofta solfjäder eller svans.

## Tillämpningar

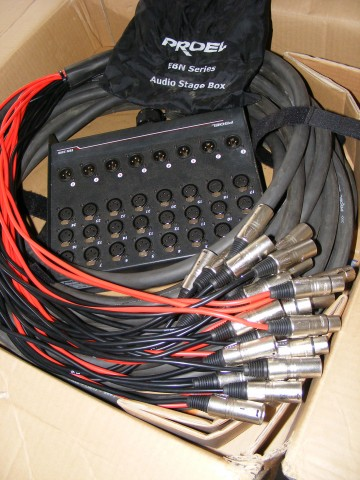
En ljudkabel med flera kärnor och tillhörande scenbox.

Flerkärniga kablar kan användas för analoga och digitala signaler samt kraftdistribution. De används ofta för att förenkla den fysiska installationen av ett system och ge en snyggare anslutning mellan två delar av utrustningen. Till exempel, i ljudförstärkning, används ofta en flerkärnig kabel för att ansluta alla mikrofoner på scenen till mixerbordet. Detta är mycket enklare än att dra många enskilda kablar, vilket kan bli rörigt och tidskrävande.
Vissa flerkärniga kablar kombinerar olika typer av anslutningar, till exempel en siameskabel som vanligtvis består av kraft- och koaxialledare. Denna typ av flerkärnighet är ofta fördelaktig i hemledningar eftersom den minimerar antalet kablar som går genom undergolvet eller taket i en byggnad. 
Några vanliga tillämpningar av flerkärnskablar är:
- Inom ljudteknik kallas flerkärniga kablar ofta ormkablar och används för att överföra analoga ljudsignaler mellan utrustning.[9]
- Flerkärniga kablar används till professionella videokameror. I TV-studior används 26-stifts kablar för att ansluta kameror till kamerans kontrollenheter.
- I datornätverk finns flerpars oskärmade partvinnade kablar tillgängliga, som innehåller mer än fyra par (antalet par i en vanlig Ethernet-kabel). Dessa kablar kallas även som stamkablar, buntade kablar eller matarkablar.[12]:244
- Koaxialkablar sammanfogas ofta med strömkablar för CCTV-användning, vilket innebär att endast en kabel behöver dras för att ge både video- och strömanslutningar.[10]
- Tvinnade par-kablar som Ethernet-kablar kombineras ibland med fiberoptiska kablar. En vanlig konfiguration är en fyra-pars kategori 5-kabel med två strängar av multimod fiberoptisk kabel.[12]
- Xbox 360 använde en "hybridkabel" för att ansluta konsolen till antingen komposit- eller komponentvideoingångar.[13]

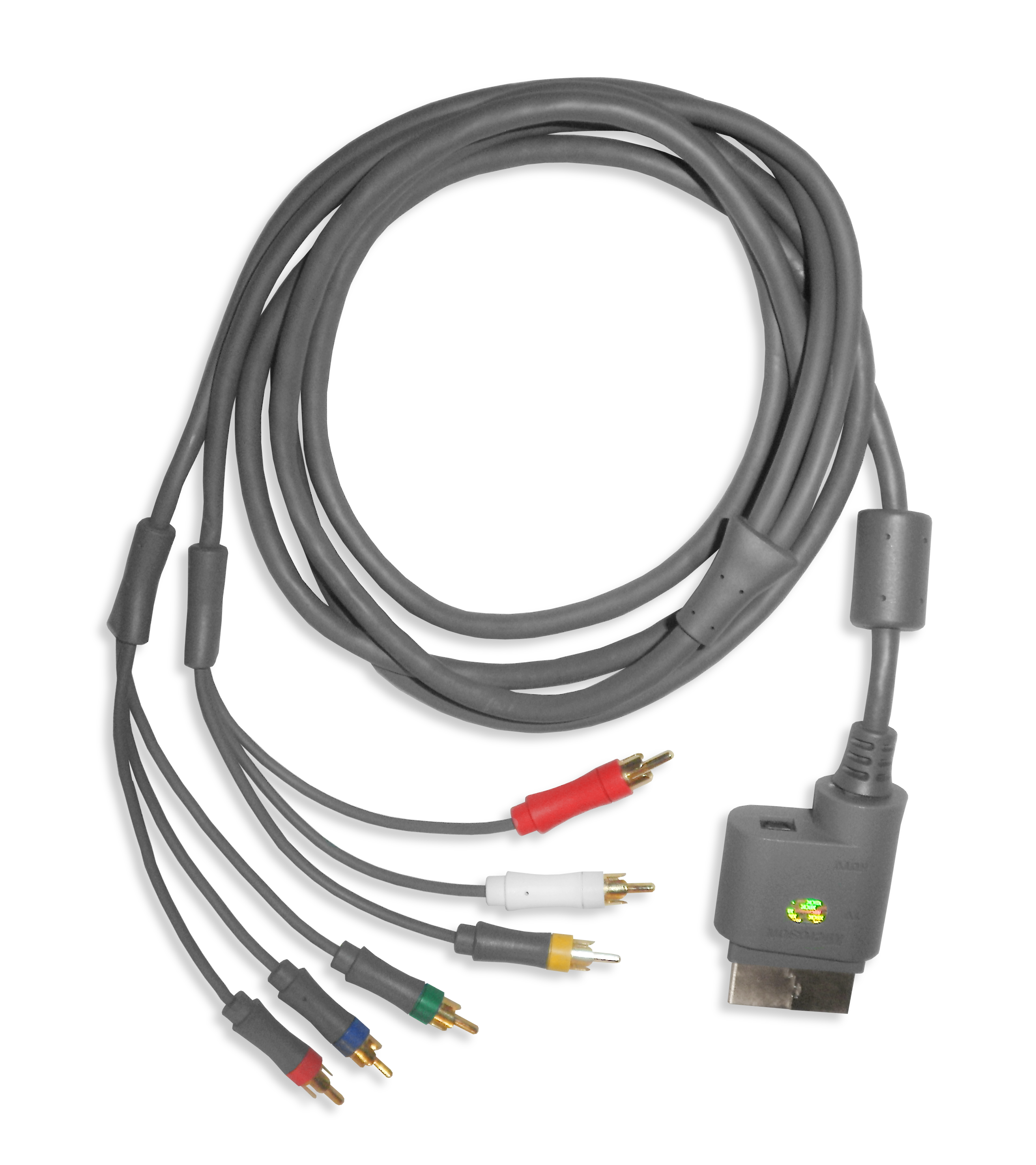
- "Hybridkabeln" som används för Xbox 360 bär komposit-, komponent- och ljudsignaler

- * "Hybridkabeln" som används för Xbox 360 bär komposit-, komponent- och ljudsignaler